# Faiditus vadoensis
Faiditus vadoensis is een spinnensoort in de taxonomische indeling van de kogelspinnen (Theridiidae).
Het dier behoort tot het geslacht Faiditus. De wetenschappelijke naam van de soort werd voor het eerst geldig gepubliceerd in 1996 door José Valentín Herrera González & Carmen.